# شهرک کولوس (شهرستان روبتسوفسکی، سرزمین آلتای)
شهرک کولوس (به لاتین: Kolos) یک منطقهٔ مسکونی در روسیه است که در سرزمین آلتای واقع شده‌است.